# Друмево
Друмево (болг. Друмево) — село в Болгарии. Находится в Шуменской области, входит в общину Шумен. Население составляет 1 099 человек.

## Политическая ситуация
В местном кметстве Друмево, в состав которого входит Друмево, должность кмета (старосты) исполняет Ренгинар  Реджаил Потур (Движение за права и свободы (ДПС)) по результатам выборов.
Кмет (мэр) общины Шумен — Красимир Благоев Костов (Болгарская социалистическая партия (БСП)) по результатам выборов.